# Trammell Crow Center
Trammell Crow Center je mrakodrap v Dallasu. Má 50 podlaží a výšku 209 metrů, je tak 6. nejvyšší mrakodrap ve městě. Byl dokončen v roce 1985 podle projektu, který vypracovala společnost Skidmore, Owings & Merrill a developerem byl Trammell Crow.